# تلمبه کوشش
تلمبه کوشش یک منطقهٔ مسکونی در ایران است که در دهستان بختاجرد واقع شده‌است. تلمبه کوشش ۱۷ نفر جمعیت دارد.